# Schéma de services collectifs
Un schéma de services collectifs (ou SSC) est un document-référence de planification, fondé par la loi Voynet. 
Ils ont été finalisés par la DATAR et approuvés par un décret du 18 avril 2002 après avoir été soumis à consultation aux échelles régionales. Les schémas de services collectifs sont tenus à la disposition du public dans les préfectures de région.

## Création
Chaque SSC a été élaboré sur la base d'un travail partagé de prospective à 20 ans, sur la base d'éléments réunis avec les conseils régionaux, sous l'égide des préfets, avec l'aide des services décentralisés de l'État. Les SSC ne sont juridiquement opposables qu'aux SRADDT, mais peuvent aussi constituer le fondement juridique d'un projet d'intérêt général.
Depuis la loi Voynet, dans toutes les dispositions législatives, les références au Schéma national d'aménagement et de développement du territoire (SNADT, créé par la loi d'orientation pour l'aménagement du territoire du 4 février 1995) sont remplacées par des références aux Schémas de services collectifs (SSC).

## Objectif
Ces schémas visaient à préparer le SRADDT qui doit (dans un premier temps jusqu'en 2020) cadrer les contractualisations des conseils régionaux (ex : contrat de Plan, Contrat d'Agglomération) des régions (au sens de conseils régionaux) à horizon de 20 ans.
Un des objectifs est d'anticiper certaines ruptures à venir (1995 est l'époque ou les notions de modifications climatiques et de dégradation de la biodiversité commencent à être intégrées dans la réflexion politique locale). Il s'agit donc d’accompagner les évolutions structurelles déjà engagées en limitant leurs impacts environnementaux, sociaux ou économiques négatifs, pour 9 thèmes jugés stratégiques pour l'aménagement et le développement durable des territoires.
Afin que les projets, programmes ou opérations d'équipements et de services, contribuent à la mise en œuvre de stratégies globales et durables. En affichant et en se concertant des ambitions nationales de long terme, l'État assure ainsi son rôle stratégique, au service du développement des territoires et des citoyens.

## Différents schémas
Neuf schémas ont ainsi été produits (ou huit si l'on associe les deux schémas concernant le transport) :
| Nom du schéma | Observations                            |
| --- | --------------------------------------- |
| schéma de services collectifs de l’enseignement supérieur et de la recherche                                                                    | Article L. 614-2 du code de l'éducation |
| schéma de services collectifs culturels |                                         |
| schéma de services collectifs sanitaires |                                         |
| schéma de services collectifs de l’information et de la communication                                                                           |                                         |
| schémas multimodaux de services collectifs de transport de voyageurs et schémas multimodaux de services collectifs de transport de marchandises | Abrogés en 2005                         |
| schéma de services collectifs de l’énergie |                                         |
| schéma de services collectifs des espaces naturels et ruraux (ENR)                                                                              |                                         |
| schéma de services collectifs du sport | Article L. 111-2 du code du sport       |